# La Princesse amoureuse
Pour plus de détails, voir Fiche technique et Distribution.
La Princesse amoureuse (titre original : The Royal Bed) est un film américain réalisé par Lowell Sherman, sorti en 1931.

## Synopsis
Le mari de la reine n'est pas d'accord avec le choix du futur mari de la princesse.

## Fiche technique
- Titre original : The Royal Bed
- Réalisation : Lowell Sherman
- Adaptation et dialogues : J. Walter Ruben d'après la pièce de Robert E. Sherwood
- Production : RKO Radio Pictures
- Photographie : Leo Tover
- Musique : Max Steiner
- Montage : Arthur Roberts
- Durée : 75 minutes
- Dates de sortie: 
  - États-Unis : 15 janvier 1931
  - France : 20 novembre 1931

## Distribution
- Lowell Sherman : le Roi Eric VIII
- Mary Astor : la Princesse Anne
- Anthony Bushell : Freddie Granton

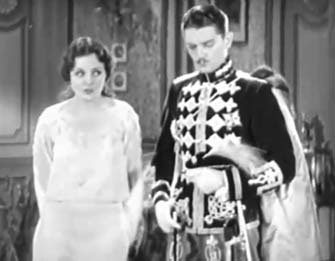
Mary Astor et Hugh Trevor dans une scène du film.

- Hugh Trevor : le Prince héritier William de Grèce
- Nance O'Neil : la Reine Martha
- Robert Warwick : le Premier Ministre Northrup
- Gilbert Emery : Phipps
- Alan Roscoe : le Marquis de Birten
- Frederick Burt : Docteur Fellman
- Carrol Naish : Laker
- Nancy Lee Blaine : Une Dame d'honneur
- Lita Chevret : Une Dame d'honneur
- Desmond Roberts : Major Blent
- Mischa Auer : l'Ambassadeur Grec
- Francis X. Bushman Jr. : un invité au Grand Bal
- Eric Mayne : un invité au Grand Bal